# 阿尔内叙尼永
阿尔内叙尼永（法語：Arnex-sur-Nyon，法語發音：[aʁnɛ syʁ njɔ̃] ⓘ，意为“尼永上方的阿尔内”）是瑞士联邦西部法语区的沃州下设的一个市镇。在行政上属于尼永区管辖。阿尔内叙尼永的总面积为2.04平方公里。截至2007年，总人口为122。